# Pseudophanerotoma peruana
Pseudophanerotoma peruana är en stekelart som beskrevs av Herbert Zettel 1990. Pseudophanerotoma peruana ingår i släktet Pseudophanerotoma och familjen bracksteklar. Inga underarter finns listade i Catalogue of Life.